# Гудовка (Липецкий район)
Гудо́вка — деревня Стебаевского сельсовета Липецкого района Липецкой области. 

## История
Основана крестьянами-однодворцами соседнего с. Грязного в 1730-е гг. 

## Название
Название — от ручья, издававшего своеобразный шум (гудение).

## Население
| 1859 | 1897  | 2010 | 2012 |
| ---- | ----- | ---- | ---- |
| 862  | ↗1334 | ↘108 | ↘106 |